# 城巴E11線

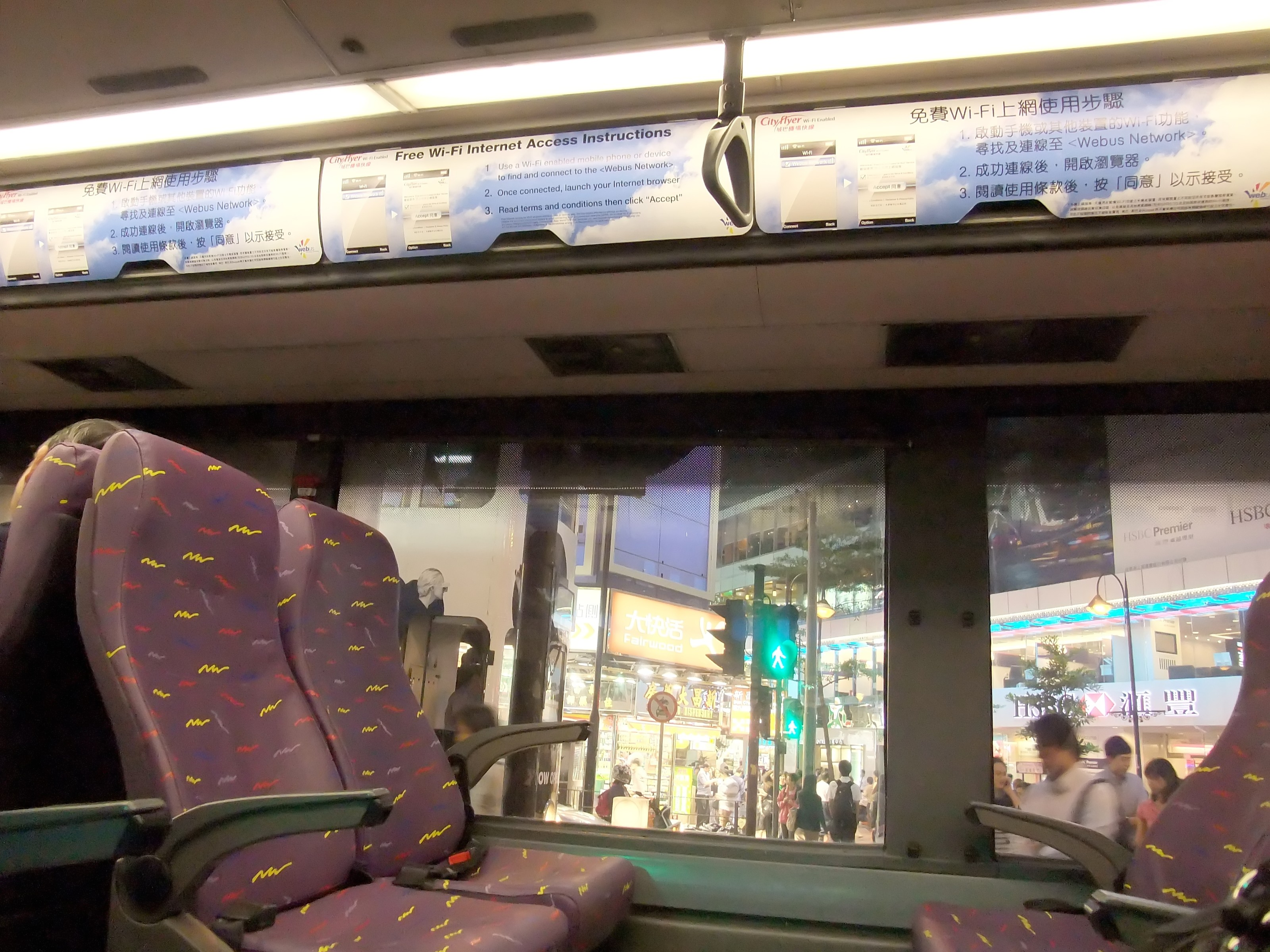
「城巴都普丹尼士三叉戟豪華版（21**），現已全部退役」E11車廂內部，車上提供免費Wi-Fi上網服務，訊號範圍為半徑50米，下載速度為7.2Mbps

城巴E11線是香港一條來往港島灣仔區天后站和航天城的路線，途經銅鑼灣、灣仔、金鐘、中環、上環、西區海底隧道、青嶼幹線、東涌市中心、機場後勤區、國泰城及機場客運大樓。
城巴E11A線是E11線的分支，起訖點與走線跟E11線相同，但繞經東涌北。
城巴E11B線是E11線的分支，來往東涌（滿東邨）和天后站，繞經東涌北，但不經機場。
城巴E11S線是E11線的特別班次，祇於平日星期一至五早上單向由東涌（滿東邨）往天后站，提供城巴機場快線轉乘本線前往港島的八達通車費優惠，不經東涌市中心，中環一段改經德輔道中。

## 歷史
- 1998年1月18日：為配合來往當時剛新建的赤鱲角機場地盤市民的需要及東涌新市鎮第一期富東邨及裕東苑入伙，本線投入服務。並於假日部份時間繞經東涌碼頭（現稱為東涌新發展碼頭），以接駁東涌至大澳渡輪。
- 1998年2月2日：因東涌至大澳渡輪停辦，來回程不再繞經東涌碼頭。
- 1998年6月22日：配合機場後勤區啟用，本線總站延長至機場 (地面運輸中心)，初時來回程途經暢達路（富豪機場酒店）。
- 1998年7月6日：香港國際機場啟用，本線正式服務來往機場的市民，初時總站為銅鑼灣（摩頓台）巴士總站。
- 1998年7月11日：由機場開出後直接駛往機場路前往國泰城，不經暢達路（富豪機場酒店）。
- 2001年4月2日：港島區總站遷往天后站公共運輸交匯處。
- 2005年12月20日：配合亞洲國際博覽館啟用及以舒緩機場地面運輸中心總站之擠迫，亦為方便來往該處參觀展覽或大型節目的市民及旅客，本線總站延長至機場博覽館。
- 2012年8月20日：因應映灣園「CC Club 會所逍遙快線」停辦，增設早上繁忙時間特別班次E11S，該線全程收費為$23.0及不設任何轉乘優惠[3]。
- 2013年1月28日：E11S線增設07:30開出的班次[4]。
- 2015年9月20日：本線作以下重組[5][6]：
  - 開辦E11A線，來往天后站及機場博覽館，繞經東涌北，天后站服務時間為13:00-00:00，機場開出時間為07:20-13:10（星期一至六）及07:15-13:15（星期日及公眾假期）。
  - 於E11A線提供服務期間，E11線將暫停服務，而E11A線並沒有作為東涌北接駁路線的八達通轉乘優惠，直至2019年才補回。
- 2017年3月30日：下午2時30分起，往機場博覽館方向改經暢航路橋底一段暢達路前往「富豪機場酒店」分站，並取消「四號停車場」分站，以配合政府貴賓室停車場外的一段暢達路封閉作機場客運大樓擴建工程。[7][8]
- 2017年12月15日：增設實時抵站時間查詢服務。[9]
- 2019年2月18日：E11S線增至5班車，分別是07:20、07:30、07:35、07:40、07:45[10]。
- 2019年9月23日：E11S線往天后站方向，在交通擠塞的情況下，改經西區海底隧道石塘咀出口經干諾道西西行至水街掉頭，然後返回原有路線。[11]
- 2019年12月9日：E11S線改由滿東邨開出。[12]
- 2021年9月12日：城巴E11系列路線服務調整[13]
  - E11B開辦。
  - E11線往天后站頭班車延至16:20，並削減星期六、日及公眾假期的早上服務。
  - E11A線往天后站尾班車至16:00並增加星期六、日及公眾假期的早上服務，同時來回方向繞經迎東邨，並改為於東涌市中心及北大嶼山公路之間繞經東涌北，削減至40分鐘一班。
  - E11S線的班次將增加至七班。
  - 不提供任何八達通轉乘優惠予原有E11線的乘客。
- 2021年12月20日：
  - E11B線所有往天后站方向的服務延遲5分鐘開出。[14]
  - E11S線增至八班車。[15]
- 2022年8月29日：E11S線增設東涌區內之短程分段收費，只適用於八達通或電子支付系統，以配合E21A線縮短服務時間，惟該分段收費E11B線並不適用。[16]
- 2023年4月17日：E11S線新增星期一至五07:50由滿東邨開出之班次，使總班次數量增至十班。
- 2023年11月26日：
  - E11及E11A線機場總站遷往航天城交通總匯。[17]
  - E11A、E11B線來回方向及E11S線往天后站方向繞經裕雅苑，並增設怡東路「裕雅苑」及「裕雅商場」站。[18]

## 服務時間及班次
E11
| 天后站開             | 天后站開   | 天后站開   | 天后站開   | 天后站開   | 天后站開   |
| 星期一至五           | 星期一至五 | 星期一至五 | 星期一至五 | 星期一至五 | 星期一至五 |
| -------------------- | ---------- | ---------- | ---------- | ---------- | ---------- |
| 05:20                | 05:40      | 06:00      | 06:25      | 06:50      | 07:10      |
| 07:30                | 07:50      | 08:20      | 08:50      | 09:20      | 09:50      |
| 10:20                | 10:50      | 11:20      | 11:50      | 12:15      | 12:40      |
| 星期六、日及公眾假期 |            |            |            |            |            |
| 05:20                | 05:50      | 06:20      | 06:50      | 07:20      | 07:50      |
| 08:20                | 08:50      | 09:20      | 09:50      | 10:20      | 10:50      |
| 11:20                | 11:50      | 12:15      | 12:40      |            |            |

| 航天城開             | 航天城開   | 航天城開   | 航天城開   | 航天城開   | 航天城開   |
| 星期一至五           | 星期一至五 | 星期一至五 | 星期一至五 | 星期一至五 | 星期一至五 |
| -------------------- | ---------- | ---------- | ---------- | ---------- | ---------- |
| 05:20                | 06:00      | 06:40      | 07:20      | 16:30      | 17:00      |
| 17:20                | 17:40      | 18:00      | 18:30      | 19:00      | 19:30      |
| 20:00                | 20:40      | 21:20      | 22:00      | 22:40      | 23:20      |
| 00:00                |            |            |            |            |            |
| 星期六、日及公眾假期 |            |            |            |            |            |
| 16:30                | 17:00      | 17:30      | 18:00      | 18:30      | 19:00      |
| 19:30                | 20:00      | 20:40      | 21:20      | 22:00      | 22:40      |
| 23:20                | 00:00      |            |            |            |            |

E11A
| 天后站開             | 天后站開   | 天后站開   | 天后站開   | 天后站開   | 天后站開   |
| 星期一至五           | 星期一至五 | 星期一至五 | 星期一至五 | 星期一至五 | 星期一至五 |
| -------------------- | ---------- | ---------- | ---------- | ---------- | ---------- |
| 13:20                | 14:00      | 14:40      | 15:20      | 16:00      | 16:40      |
| 17:24                | 18:06      | 18:45      | 19:20      | 20:00      | 20:40      |
| 21:20                | 22:00      | 22:40      | 23:20      | 00:00      |            |
| 星期六、日及公眾假期 |            |            |            |            |            |
| 13:20                | 14:00      | 14:40      | 15:20      | 16:00      | 16:40      |
| 17:20                | 18:00      | 18:40      | 19:20      | 20:00      | 20:40      |
| 21:20                | 22:00      | 22:40      | 23:20      | 00:00      |            |

| 航天城開             | 航天城開   | 航天城開   | 航天城開   | 航天城開   | 航天城開   |
| 星期一至五           | 星期一至五 | 星期一至五 | 星期一至五 | 星期一至五 | 星期一至五 |
| -------------------- | ---------- | ---------- | ---------- | ---------- | ---------- |
| 08:00                | 08:40      | 09:20      | 10:00      | 10:40      | 11:20      |
| 12:00                | 12:40      | 13:20      | 14:00      | 14:40      | 15:20      |
| 16:00                |            |            |            |            |            |
| 星期六、日及公眾假期 |            |            |            |            |            |
| 05:20                | 06:00      | 06:40      | 07:20      | 08:00      | 08:40      |
| 09:20                | 10:00      | 10:40      | 11:20      | 12:00      | 12:40      |
| 13:20                | 14:00      | 14:40      | 15:20      | 16:00      |            |

E11B
| 天后站開             | 天后站開   | 天后站開   | 天后站開   | 天后站開   | 天后站開   |
| 星期一至五           | 星期一至五 | 星期一至五 | 星期一至五 | 星期一至五 | 星期一至五 |
| -------------------- | ---------- | ---------- | ---------- | ---------- | ---------- |
| 13:00                | 13:40      | 14:20      | 15:00      | 15:40      | 16:20      |
| 17:00                | 17:12      | 17:36      | 17:46      | 17:56      | 18:18      |
| 18:30                | 19:00      | 19:40      | 20:20      | 20:52      | 21:05      |
| 21:40                | 22:20      | 23:00      | 23:40      |            |            |
| 星期六、日及公眾假期 |            |            |            |            |            |
| 13:00                | 13:40      | 14:20      | 15:00      | 15:40      | 16:20      |
| 17:00                | 17:40      | 18:20      | 19:00      | 19:40      | 20:20      |
| 21:00                | 21:40      | 22:20      | 23:00      | 23:40      |            |

| 東涌（滿東邨）開     | 東涌（滿東邨）開 | 東涌（滿東邨）開 | 東涌（滿東邨）開 | 東涌（滿東邨）開 | 東涌（滿東邨）開 |
| 星期一至五           | 星期一至五       | 星期一至五       | 星期一至五       | 星期一至五       | 星期一至五       |
| -------------------- | ---------------- | ---------------- | ---------------- | ---------------- | ---------------- |
| 07:55                | 08:35            | 09:15            | 09:55            | 10:35            | 11:15            |
| 11:55                | 12:35            | 13:15            | 13:55            | 14:35            | 15:15            |
| 15:55                |                  |                  |                  |                  |                  |
| 星期六、日及公眾假期 |                  |                  |                  |                  |                  |
| 06:35                | 07:15            | 07:55            | 08:35            | 09:15            | 09:55            |
| 10:35                | 11:15            | 11:55            | 12:35            | 13:15            | 13:55            |
| 14:35                | 15:15            | 15:55            |                  |                  |                  |

E11S
| 東涌（滿東邨）開 | 東涌（滿東邨）開 | 東涌（滿東邨）開 | 東涌（滿東邨）開 | 東涌（滿東邨）開 | 東涌（滿東邨）開 |
| 星期一至五       | 星期一至五       | 星期一至五       | 星期一至五       | 星期一至五       | 星期一至五       |
| ---------------- | ---------------- | ---------------- | ---------------- | ---------------- | ---------------- |
| 06:20            | 06:40            | 07:00            | 07:07            | 07:14            | 07:21            |
| 07:27            | 07:33            | 07:39            | 07:45            | 07:50            |                  |

E11S線星期六、日及公眾假期不設服務

## 收費
| 路線     | 全程收費 | 分段收費 |
| -------- | -------- | --- |
| E11(A/B) | $21.7    | - 西區海底隧道巴士轉乘站往航天城 (E11(A))／東涌（滿東邨）(E11B)：$14.5 - 青嶼幹線巴士轉乘站往航天城 (E11(A))／東涌（滿東邨）(E11B)：$8.3 - 過北大嶼山公路後往航天城 (E11(A))／東涌（滿東邨）(E11B)：$4.2 - 青嶼幹線巴士轉乘站往天后站：$18.6 - 西區海底隧道巴士轉乘站往天后站：$9.2 - 過西區海底隧道後往天后站：$5.6 |
| E11S     | $23.8    | - 滿東邨往裕雅商場或之前：$3.7 - 青嶼幹線巴士轉乘站往天后站：$18.6 - 西區海底隧道巴士轉乘站往天后站：$9.2 - 過西區海底隧道後往天后站：$5.6 |

| - 本線設有12歲以下小童及65歲或以上長者半價優惠。 - 65歲或以上香港居民使用「樂悠咭」，以及12歲以下合資格殘疾兒童使用「殘疾人士身份」個人八達通繳付車資，均可享有每程$2.0或半價（以較低者為準）的票價優惠；12至64歲合資格殘疾人士使用「殘疾人士身份」個人八達通（包括「樂悠咭」），以及60至64歲香港居民使用「樂悠咭」繳付車資，均可享有每程$2.0或全費（以較低者為準）的票價優惠。 - 65歲或以上長者如使用長者或一般個人八達通繳付車資，則只可享有半價優惠；12至64歲合資格殘疾人士如不使用「殘疾人士身份」個人八達通，以及60至64歲人士如不使用「樂悠咭」繳付車資，必須繳付全費。 - 乘客可以現金或八達通於上車時付款，不設找續。 - 每位成人乘客可免費攜帶最多兩名4歲以下而不佔座位的兒童乘客乘車，超額之4歲以下小童必須繳付小童車費乘車。 - 九龍巴士、城巴及龍運巴士全職員工及家屬（不包括外判職員）可免費乘搭本路線，惟必須拍職員或職員家屬八達通。 - 乘客亦可使用AlipayHK「易乘碼」、支付寶、 WeChatHK／微信支付「搭車碼」、銀聯雲閃付「乘車碼」及BOC Pay「乘車碼」、具有感應式支付功能的VISA、Mastercard及銀聯卡，以及Apple Pay、Google Pay及Samsung Pay流動支付平台繳付車資。使用此支付方式的乘客可享有中途下車之分段收費，以及與其他城巴獨營路線或聯營線城巴班次之轉乘優惠，惟不適用於與非城巴路線之轉乘優惠。使用此支付方式的乘客亦不能享有「公共交通費用補貼計劃」及「長者及合資格殘疾人士公共交通票價優惠計劃」。 - 帶粗體字者為雙向分段收費，乘客必須使用八達通或指定交通二維碼繳費，並於下車前再次確認八達通或掃瞄二維碼，方可享有分段收費優惠。 （註：E11B線不設雙向分段收費） |

## 八達通轉乘優惠
乘客登上本線後指定時間內以同一張八達通卡轉乘以下路線，或從以下路線登車後指定時間內以同一張八達通卡轉乘本線，次程可獲車資折扣優惠：
E11、E11A、E11B←→港島西區路線，次程可獲$1.5（小童及長者$0.7）折扣優惠
- E11、E11A、E11B往天后站 → 1、5B或10，轉乘時限為兩小時
- 1、5B或10 → E11、E11A往航天城/E11B往滿東邨，轉乘時限為一小時

E11、E11A、E11B←→E21、E21A、E21B、E21D，轉乘時限為兩小時，於青嶼幹線巴士轉乘站轉乘
- E11、E11A往航天城 → E21A往逸東邨，次程車資全免
- E11A往航天城 → E21B往逸東邨，次程車資全免
- E11B往滿東邨 → E21、E21D往航天城，次程車資全免
- E21、E21D往維港灣 → E11B往天后站，次程補車資$7
- E21A、E21B往愛民邨 → E11、E11A往天后站，次程補車資$7
- E11、E11A往天后站 → E21A、E21B往愛民邨，次程車資全免
- E11B往天后站 → E21、E21D往維港灣，次程車資全免
- E21A往逸東邨 → E11、E11A往航天城，次程車資全免
- E21、E21D往航天城/E21B往逸東邨 → E11A往航天城/E11B往滿東邨，次程車資全免

E11A、E11B←→E22、E22A、E22S，轉乘時限為兩小時，於青嶼幹線巴士轉乘站轉乘
- E11A、E11B往天后站 → E22往藍田、E22A往將軍澳，回贈首程車資
- E22往藍田、E22A往將軍澳 → E11B往天后站，次程車資全免
- E11A往航天城 → E22S往滿東邨，次程補車資$3（港島區車站登車）／支付正價車費（西隧收費站登車）
- E11B往滿東邨 → E22、E22A往航天城，次程車資全免
- E22、E22A往航天城 → E11A往航天城/E11B往滿東邨，次程車資全免
- E22S往滿東邨 → E11A往航天城，次程車資全免（鑽石山之前登車）／補車資$6（於其他車站登車）

```
註：
E11互轉E22/E22A/E22S線不設轉乘優惠
```

E11、E11A、E11B←→E23、E23A
- E11B往滿東邨 → E23A往機場，次程車資全免，轉乘時限為兩小時
- E23、E23A往機場 → E11、E11A往航天城/E11B往滿東邨，次程車資全免，轉乘時限為兩小時
- E11、E11A、E11B往天后站 → E23、E23A往慈雲山，次程車資全免，轉乘時限為一小時（機場博覽館登車）／兩小時（機場至東涌登車）
- E23A往慈雲山 → E11B往天后站，次程補車資$3，轉乘時限為兩小時

E11、E11A、E11B←→城巴機場快線
- A10、A11、A12、A21、A22或E23往機場 → E11、E11A往航天城/E11B往滿東邨，次程車資全免，轉乘時限為兩小時
- E11、E11A、E11B往天后站 → A10、A11、A12、A21或A22往市區，回贈首程車資，轉乘時限為一小時

E11、E11A、E11B←→R8，次程可獲$1（小童及長者$0.5）折扣優惠
E11、E11A、E11B←→東涌／赤鱲角路線，次程可獲$1（小童及長者$0.5）折扣優惠
- E11、E11A往航天城/E11B往滿東邨 → 城巴S52/S52P、新大嶼山巴士37或38/38P
- E11、E11A往航天城 → 龍運巴士E31線往逸東邨（E11B並不適用）
- 城巴S52/S52P、新大嶼山巴士37或38/38P → E11、E11A、E11B往天后站

## 行車路線
E11(A)
天后站開經：英皇道（東行）、銀幕街、琉璃街、英皇道（西行）、高士威道、伊榮街、邊寧頓街、怡和街、軒尼詩道、金鐘道、畢打街、干諾道中、干諾道西、西區海底隧道、西九龍公路、青葵公路、長青隧道、長青公路、青衣西北交匯處、青嶼幹線、北大嶼山公路、東涌東交匯處、怡東路（北行）、掉頭、怡東路（南行）、東涌海濱路、惠東路、文東路、迎東路、迎禧路、怡東路、東涌東交匯處、裕東路、順東路、赤鱲角南路、駿運路、駿運路交匯處、航膳西路、駿運路交匯處、觀景路、東岸路、機場路、暢連路、暢達路、機場北交匯處、航天城路及航天城第二街。
航天城開經：航天城第三街、航天城東路、航天城交匯處、暢連路、機場南交匯處、暢連路、機場（地面運輸中心）巴士總站、暢連路、機場南交匯處、機場路、東岸路、觀景路、駿明路、觀景路、駿運路交匯處、航膳西路、駿運路交匯處、駿運路、駿坪路、赤鱲角南路、順東路、達東路、順東路、裕東路、東涌東交匯處、怡東路、東涌海濱路、惠東路、文東路、迎東路、迎禧路、怡東路（北行）、掉頭、怡東路（南行）、東涌東交匯處、北大嶼山公路、青嶼幹線、青衣西北交匯處、長青公路、長青隧道、青葵公路、西九龍公路、西區海底隧道、干諾道西、干諾道中、民吉街、統一碼頭道、民吉街、干諾道中、夏愨道、紅棉路支路、金鐘道、軒尼詩道、怡和街、高士威道及興發街。
有粗體字之路段只限E11A線途經
E11B
天后站開經：英皇道（東行）、銀幕街、琉璃街、英皇道（西行）、高士威道、伊榮街、邊寧頓街、怡和街、軒尼詩道、金鐘道、皇后大道中、畢打街、干諾道中、干諾道西、西區海底隧道、西九龍公路、青葵公路、長青隧道、長青公路、青衣西北交匯處、青嶼幹線、北大嶼山公路、東涌東交匯處、怡東路（北行）、掉頭、怡東路（南行）、東涌海濱路、惠東路、文東路、迎東路、迎禧路、東涌海濱路、順東路、裕東路、松仁路、掉頭、松仁路及裕東路。
東涌（滿東邨）開經：裕東路、掉頭、裕東路、順東路、達東路、順東路、裕東路、東涌東交匯處、怡東路、東涌海濱路、惠東路、文東路、迎東路、迎禧路、怡東路（北行）、掉頭、怡東路（南行）、東涌東交匯處、北大嶼山公路、青嶼幹線、青衣西北交匯處、長青公路、長青隧道、青葵公路、西九龍公路、西區海底隧道、干諾道西、干諾道中、民吉街、統一碼頭道、民吉街、干諾道中、夏慤道、紅棉路支路、金鐘道、軒尼詩道、怡和街、高士威道及興發街。
E11S
經：裕東路（西行）、裕東路（東行）、松仁路、逸東街、松仁路、裕東路、東涌東交匯處、怡東路、東涌海濱路、惠東路、文東路、迎禧路、怡東路（北行）、掉頭、怡東路（南行）、東涌東交匯處、北大嶼山公路、青嶼幹線、青衣西北交匯處、長青公路、長青隧道、青葵公路、西九龍公路、西區海底隧道、#干諾道西、干諾道中、林士街、德輔道中、金鐘道、軒尼詩道、怡和街、高士威道及興發街。
在交通擠塞的情況下，改經干諾道西（西行）、水街、干諾道西（東行）

### 沿線車站

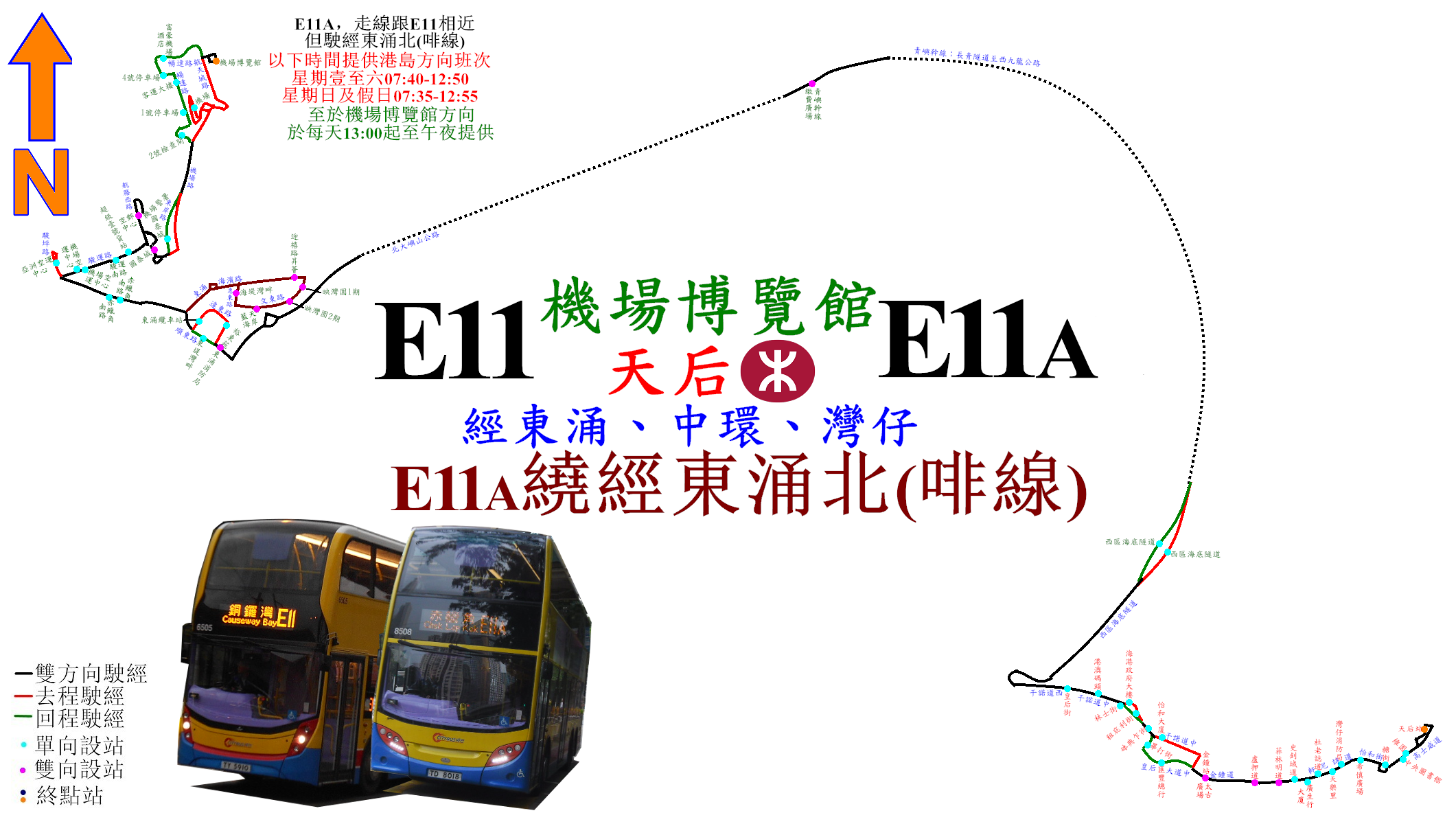
E11線的走線圖

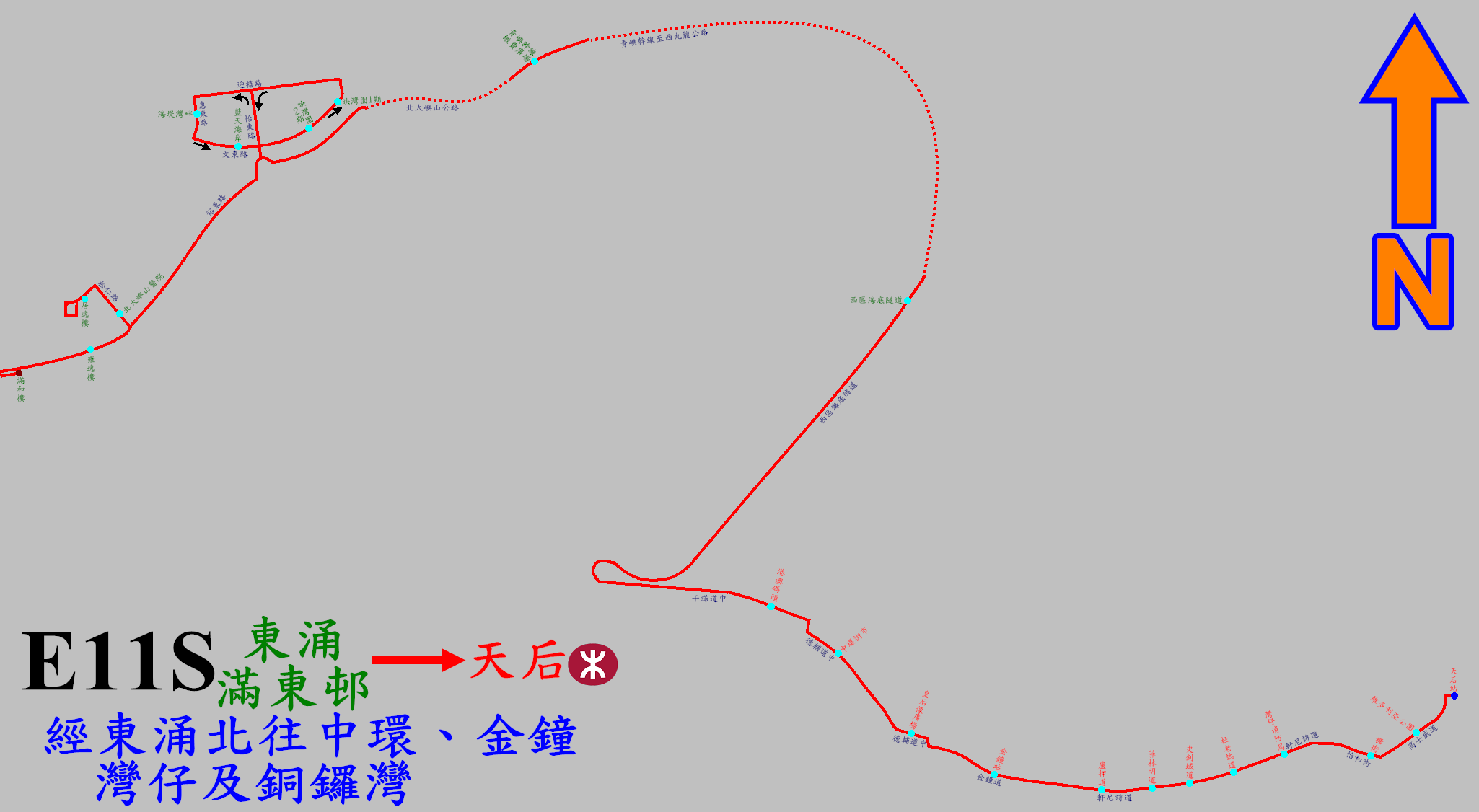
E11S線的走線圖

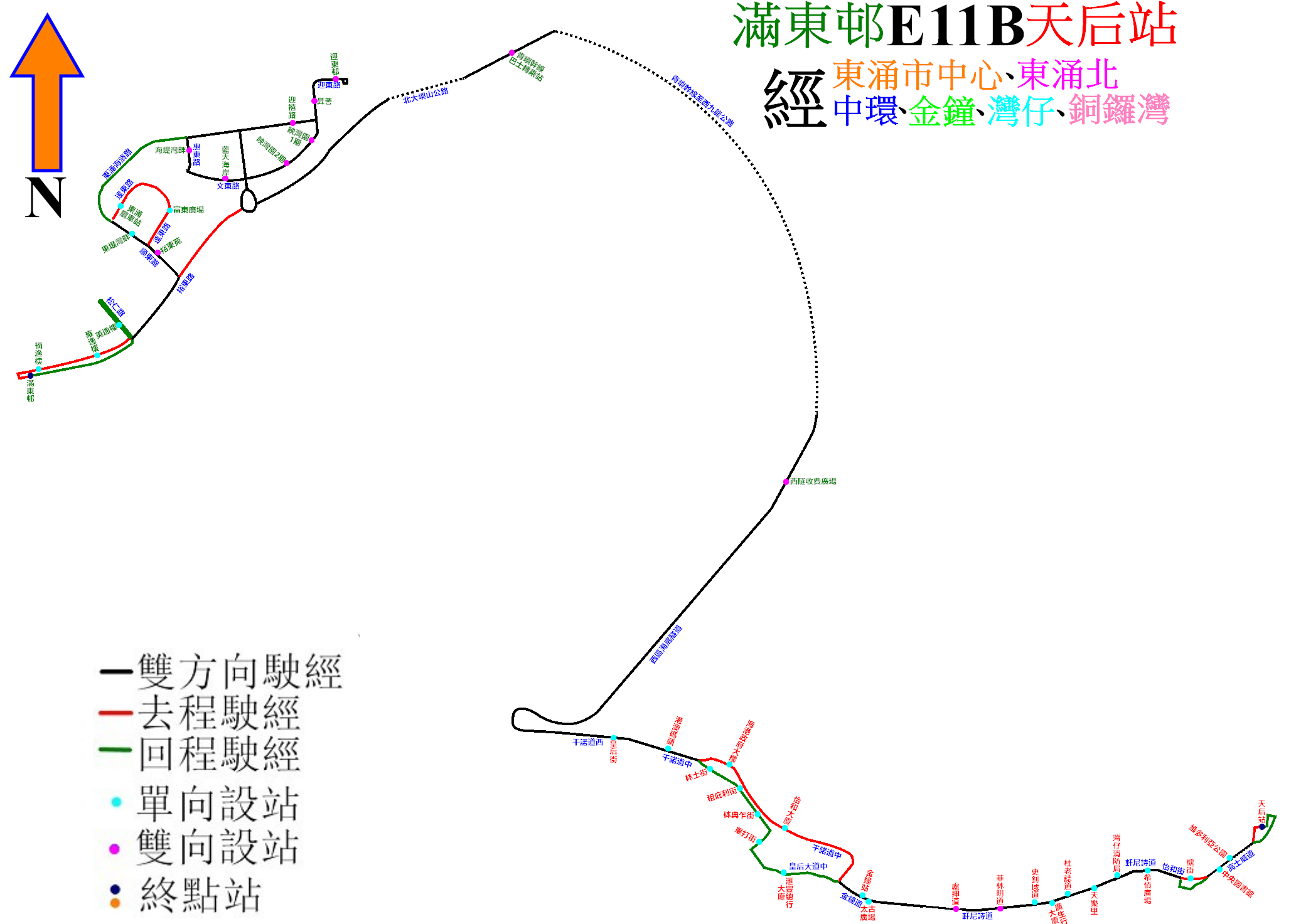
E11B路的走線圖

E11(A)
| 天后站開 | 天后站開               | 天后站開             | 航天城開 | 航天城開               | 航天城開                     |
| 序號     | 車站名稱               | 位置                 | 序號     | 車站名稱               | 位置                         |
| -------- | ---------------------- | -------------------- | -------- | ---------------------- | ---------------------------- |
| 1        | 天后站                 | 天后站公共運輸交匯處 | 1        | 航天城                 | 航天城交通總匯               |
| 2        | 香港中央圖書館         | 高士威道             | 2        | 機場（地面運輸中心）   | 機場（地面運輸中心）巴士總站 |
| 3        | 希慎廣場               | 軒尼詩道             | 3        | 國泰城                 | 駿明路                       |
| 4        | 天樂里                 | 軒尼詩道             | 4        | 機場警署               | 航膳西路                     |
| 5        | 廣生行大廈             | 軒尼詩道             | 5        | 駿運南路               | 駿運路                       |
| 6        | 菲林明道               | 軒尼詩道             | 6        | 機場空運中心           | 駿運路                       |
| 7        | 盧押道                 | 軒尼詩道             | 7        | 亞洲空運中心           | 駿坪路                       |
| 8        | 太古廣場               | 金鐘道               | 8        | 赤鱲角南路             | 赤鱲角南路                   |
| 9        | 匯豐總行大廈           |                      | 9        | 東涌纜車站             | 達東路                       |
| 10       | 畢打街                 | 畢打街               | 10       | 富東商場               | 達東路                       |
| 11       | 砵典乍街               | 干諾道中             | 11       | 裕東苑                 | 順東路                       |
| 12       | 租庇利街               | 干諾道中             | 12*      | 海堤灣畔               | 惠東路                       |
| 13       | 林士街                 | 干諾道中             | 13*      | 藍天海岸               | 文東路                       |
| 14       | 皇后街                 | 干諾道西             | 14*      | 映灣園二期             | 文東路                       |
| 15       | 西區海底隧道巴士轉乘站 | 西區海底隧道         | 15*      | 映灣園一期             | 文東路                       |
| 16       | 青嶼幹線巴士轉乘站     | 北大嶼山公路         | 16*      | 昇薈                   | 迎東路                       |
| 17*      | 裕雅苑                 | 怡東路               | 17*      | 迎東邨                 | 迎東路                       |
| 18*      | 裕雅商場               | 怡東路               | 18*      | 迎禧路                 | 迎禧路                       |
| 19*      | 海堤灣畔               | 惠東路               | 19*      | 裕雅苑                 | 怡東路                       |
| 20*      | 藍天海岸               | 文東路               | 20*      | 裕雅商場               | 怡東路                       |
| 21*      | 映灣園二期             | 文東路               | 21       | 青嶼幹線巴士轉乘站     | 北大嶼山公路                 |
| 22*      | 映灣園一期             | 文東路               | 22       | 西區海底隧道巴士轉乘站 | 西區海底隧道                 |
| 23*      | 昇薈                   | 迎東路               | 23       | 港澳碼頭               | 干諾道中                     |
| 24*      | 迎東邨                 | 迎東路               | 24       | 海港政府大樓           | 統一碼頭道                   |
| 25*      | 迎禧路                 | 迎禧路               | 25       | 怡和大廈               | 干諾道中                     |
| 26       | 東涌消防局             | 順東路               | 26       | 金鐘站                 | 金鐘道                       |
| 27       | 東堤灣畔               | 順東路               | 27       | 盧押道                 | 軒尼詩道                     |
| 28       | 赤鱲角南路             | 赤鱲角南路           | 28       | 菲林明道               | 軒尼詩道                     |
| 29       | 機場空運中心           | 駿運路               | 29       | 史釗域道               | 軒尼詩道                     |
| 30       | 香港空運貨站           | 駿運路               | 30       | 杜老誌道               | 軒尼詩道                     |
| 31       | 空郵中心               | 航膳西路             | 31       | 灣仔消防局             | 軒尼詩道                     |
| 32       | 國泰城                 | 觀景路               | 32       | 糖街                   | 怡和街                       |
| 33       | 國泰城（東）           | 東岸路               | 33       | 維多利亞公園           | 高士威道                     |
| 34       | 二號檢查閘             | 暢連路               | 34       | 天后站                 | 天后站公共運輸交匯處         |
| 35       | 一號停車場             | 暢達路               |          |                        |                              |
| 36       | 一號客運大樓（北）     | 暢達路               |          |                        |                              |
| 37       | 富豪機場酒店           | 暢達路               |          |                        |                              |
| 38       | 航天城                 | 航天城交通總匯       |          |                        |                              |

E11線不停有*號之車站
E11B/S
| 滿東邨開 | 滿東邨開               | 滿東邨開             | 天后站開 | 天后站開               | 天后站開             |
| 序號     | 車站名稱               | 位置                 | 序號     | 車站名稱               | 位置                 |
| -------- | ---------------------- | -------------------- | -------- | ---------------------- | -------------------- |
| 1        | 滿東邨                 | 滿東邨巴士總站       | 1        | 天后站                 | 天后站公共運輸交匯處 |
| 2^       | 逸東邨褔逸樓           | 裕東路               | 2        | 香港中央圖書館         | 高士威道             |
| 3        | 逸東邨雍逸樓           | 裕東路               | 3        | 希慎廣場               | 軒尼詩道             |
| #        | 逸東邨居逸樓           | 逸東街               | 4        | 天樂里                 | 軒尼詩道             |
| #        | 北大嶼山醫院           | 松仁路               | 5        | 廣生行大廈             | 軒尼詩道             |
| 4^       | 東涌纜車站             | 達東路               | 6        | 菲林明道               | 軒尼詩道             |
| 5^       | 富東廣場               | 達東路               | 7        | 盧押道                 | 軒尼詩道             |
| 6^       | 裕東苑                 | 順東路               | 8        | 太古廣場               | 金鐘道               |
| 7        | 海堤灣畔               | 惠東路               | 9        | 匯豐總行大廈           |                      |
| 8        | 藍天海岸               | 文東路               | 10       | 畢打街                 | 畢打街               |
| 9        | 映灣園二期             | 文東路               | 11       | 砵典乍街               | 干諾道中             |
| 10       | 映灣園一期             | 文東路               | 12       | 租庇利街               | 干諾道中             |
| 11^      | 昇薈                   | 迎東路               | 13       | 林士街                 | 干諾道中             |
| 12^      | 迎東邨                 | 迎東路               | 14       | 皇后街                 | 干諾道西             |
| 13       | 裕雅苑                 | 怡東路               | 15       | 西區海底隧道巴士轉乘站 | 西區海底隧道         |
| 14       | 裕雅商場               | 怡東路               | 16       | 青嶼幹線巴士轉乘站     | 北大嶼山公路         |
| 15       | 迎禧路                 | 迎禧路               | 17       | 裕雅苑                 | 怡東路               |
| 16       | 青嶼幹線巴士轉乘站     | 北大嶼山公路         | 18       | 裕雅商場               | 怡東路               |
| 17       | 西區海底隧道巴士轉乘站 | 西區海底隧道         | 19       | 海堤灣畔               | 惠東路               |
| 18       | 港澳碼頭               | 干諾道中             | 20       | 藍天海岸               | 文東路               |
| 19^      | 海港政府大樓           | 統一碼頭道           | 21       | 映灣園二期             | 文東路               |
| 20^      | 怡和大廈               | 干諾道中             | 22       | 映灣園一期             | 文東路               |
| #        | 中環街市               | 德輔道中             | 23       | 昇薈                   | 迎東路               |
| #        | 皇后像廣場             | 德輔道中             | 24       | 迎東邨                 | 迎東路               |
| 21       | 金鐘站                 | 金鐘道               | 25       | 迎禧路                 | 迎禧路               |
| 22       | 盧押道                 | 軒尼詩道             | 26       | 東堤灣畔               | 順東路               |
| 23       | 菲林明道               | 軒尼詩道             | 27       | 裕東苑                 | 順東路               |
| 24       | 史釗域道               | 軒尼詩道             | 28       | 逸東邨美逸樓           | 松仁路               |
| 25       | 杜老誌道               | 軒尼詩道             | 29       | 滿東邨                 | 滿東邨巴士總站       |
| 26       | 灣仔消防局             | 軒尼詩道             |          |                        |                      |
| 27       | 糖街                   | 怡和街               |          |                        |                      |
| 28       | 維多利亞公園           | 高士威道             |          |                        |                      |
| 29       | 天后站                 | 天后站公共運輸交匯處 |          |                        |                      |

E11S線不停有^號之車站，改停有#號之車站。

## 小資料
1. E11線是離島區首條來往港島區的全日專利過海巴士路線[19]。
2. E11線並沒有包括在運輸署首批招標的25條機場巴士路線當中。
3. 由於取道西區海底隧道，E11線在站牌是以綠底白字顯示，與城巴來往機場及北大嶼山的路線（紅底白字）有所不同。
4. E11及E11A線可以互轉其他路線的官方數目達到62條，打破九巴89線（46條）的紀錄，曾成為提供最多路線轉乘優惠的專利巴士路線，直至2015年被九巴290(A)線打破。

## 使用狀況
本系列路線與港鐵東涌綫基本重疊，不過本線收費與港鐵相約，若前往上環、金鐘至天后更不用轉車（乘搭港鐵需於香港站步行約5分鐘至中環站轉乘港島綫），而且本線收費比起所有城巴機場快線為低，仍然有一些東涌居民往港島上班及乘搭飛機的市民乘搭本系列路線來往港島。亦有不少西隧路線乘客（包括由他線轉乘本線的乘客）因收費便宜而使用本系列路線（不包括E11S）。
不過E11及E11A線途經機場後勤區，因此主要服務對象為來往機場後勤區及客運大樓等地方上班的市民，E11A則同時服務遠離市中心及港鐵站、人口不斷上升的東涌北。E11B開辦後, 因原有E11A一半班次不再前往機場島及改為先東涌北﹑後東涌市中心的走線, 卻促成更多機場及東涌市中心的乘客棄用巴士，改為用港鐵來往港島（究其原因乃因整體班次遭大幅削減，車程被大幅加長，而且E11A及E11B線往港島轉自其他來往後勤區的E線，或由港島出發的E11A及E11B線轉往其他E線來往後勤區向來皆沒有提供轉乘優惠，為人詬病，直至2022年8月29日才為E11B提供互轉其他特定E線的轉乘優惠）。
現時E11A、E11B及E11S乘客以人口不斷增長的東涌北住宅區為主, 該區的客量比原有E11服務的機場客運大樓﹑後勤區及東涌市中心還要高。

## 外部連結
- 新巴/城巴官方路線資料 （页面存档备份，存于）
- 城巴E11S線 （页面存档备份，存于）
- 城巴E11、E11A線路線圖 （页面存档备份，存于）
- 城巴E11S線路線圖 （页面存档备份，存于）
- 城巴E11、E11A線詳細時間表 （页面存档备份，存于）
- 681巴士總站 城巴E11線 （页面存档备份，存于）
- 巴士資訊網 城巴E11線 （页面存档备份，存于）